# Museumshavn (Flensborg)
Museumshavnen i Flensborg ligger lige ved byens søfartsmuseum. Museets mål er at vise gamle skibstyper, som har besejlet Østersøen, Kattegat og Skagerrak. Ved museets skibsbro ligger cirka 20 historiske sejlskibe. Der er adgang til broen hele døgnet. Ved bolværket står en rekonstrueret kran fra 1726. På et skibsværft ved siden af skibsbroen restaureres gamle skibe. Umiddelbart syd for museumshavnen ligger fjorddamperen Alexandra fra 1908.
Hvert år i maj måned arrangerer museet kapsejladsen Romregatta. Det er Nordeuropas største regelmæssige stævne med traditionelle sejlskibe. Desuden arrangeres Æbletørn (Apfeltörn) i oktober måned og Grogtørn (Grogtörn) i december måned.
Foreningen Museumshavn Flensborg blev stiftet i 1979.

## Eksterne links
- Wikimedia Commons har flere filer relateret til Museumshavn (Flensborg)
- Museumshavn Flensborg (tysk)
- Flensborg Historisk Havn Arkiveret 14. september 2008 hos  Wayback Machine (tysk)

54°47′37.52″N 9°26′1.60″Ø / 54.7937556°N 9.4337778°Ø